# The Delicate Delinquent
 Delincventul delicat  (titlul original: în engleză The Delicate Delinquent) este un film de comedie american din 1957 regizat de Don McGuire. În rolurile principale joacă actorii Jerry Lewis, Darren McGavin și Martha Hyer.

## Distribuție
- Jerry Lewis ca Sidney Pythis
- Darren McGavin ca Mike Damon
- Martha Hyer ca Martha Henshaw
- Horace McMahon ca Capt. Reliey
- Mary Webster ca Patricia
- Richard Bakalyan ca Artie
- Robert Lvers ca Monk
- Joseph Corey ca Harry
- Emory Panell ca Sgt. Levitch